# Tamayorkis
Tamayorkis is een geslacht van vier soort orchideeën uit de onderfamilie Epidendroideae. Het is afgescheiden van het geslacht Malaxis.
Het zijn terrestrische planten, die intermediair zijn tussen Malaxis en Liparis. Het geslacht is afkomstig uit het hooggebergte van Midden- en Zuid-Amerika en het zuiden van Noord-Amerika.

## Naamgeving enetymologie
- Synoniem: Malaxis Sol. ex Sw. (1778)

De botanische naam Tamayorkis is een eerbetoon aan Roberto González Tamayo (1945), een Mexicaanse botanicus.

## Kenmerken
Tamayorkis-soorten zijn terrestrische planten met pseudobulb-achtige stengels, één enkel stengelomvattend blad en een eindstandige, langgerekte, ijle maar veelbloemige tros met tientallen kleine, groene of purperen, geresupineerde bloempjes.
De kelkbladen zijn vrijstaand, opengespreid en breed ovaal van vorm. De kroonbladen zijn veel smaller. De bloemlip is eenlobbig, driehoekig, heeft een verdikt callus en is verbonden met de basis van het gynostemium. Het gynostemium is rechtopstaand, kort en cilindrisch, heeft een groot clinander en twee gescheiden viscidia. De stempel is in verhouding groot en hol, heeft een kort, halfcirkelvormig of driehoekig rostellum. De helmknop staat apicaal, is breed, hol en bijna vlak en draagt vier gepaarde pollinia.

## Taxonomie
Tamayorkis werd in 1995 door Szlachetko beschreven als monotypisch geslacht met als enige soort Tamayorkis platyglossa (synoniem: Microstylis platyglossa) en is later aangevuld met soorten van het geslacht Malaxis.
Het geslacht telt in de meest recnt geaccepteerde taxonomie vier soorten. De typesoort is Tamayorkis platyglossa.

### Soortenlijst
- Tamayorkis ehrenbergii (Rchb.f.) R.González & Szlach. (1998)
- Tamayorkis hintonii (Todzia) R.González & Szlach. (1998)
- Tamayorkis platyglossa (B.L.Rob. & Greenm.) Szlach. (1995)
- Tamayorkis wendtii (Salazar) R.González & Szlach. (1998)